# S/S Nyland (1875)
S/S Nyland var ett svenskt-danskt ångfartyg i seglation 1875-1935, skrotat 1938.
Nyland byggdes vid W. Lindbergs Verkstad & Varfs AB i Stockholm för det nybildade Ångbåtsaktiebolaget Nyland-Härnösand med säte i Härnösand. Fartyget fick ett skrov av järn, em bredd av 5,34 meter och en längd av 33,85 meter. Fartyget var om 61 nettoregisterton och 111 bruttoregisterton.
Nyland trafikerade 1875-1880 rutten Härnösand-Nyland och 1881-1931 rutten Nyland-Härnösand-Sundsvall. Fartyget försågs 1899 med en ny överbyggnad. I början av 1930-talet gjorde konkurrensen från bilar, bussar och järnväg trafiken olönsam och Nyalnd såldes 1932 till Dampskibsselkaabet i Nyland. Det sattes först in med oförändrat namn på rutten Malmö-Tuborg. Omkring 1933 såldes dock fartyget till Nordisk Rute og Færgfart A/S och trafikerade linjen Köpenhamn-Dragör och Köpenhamn-Rungsted-Hven. 1935 togs fartyget ur trafik och lades upp, och skrotades 1938.